# Course aux points
 (octobre 2016).

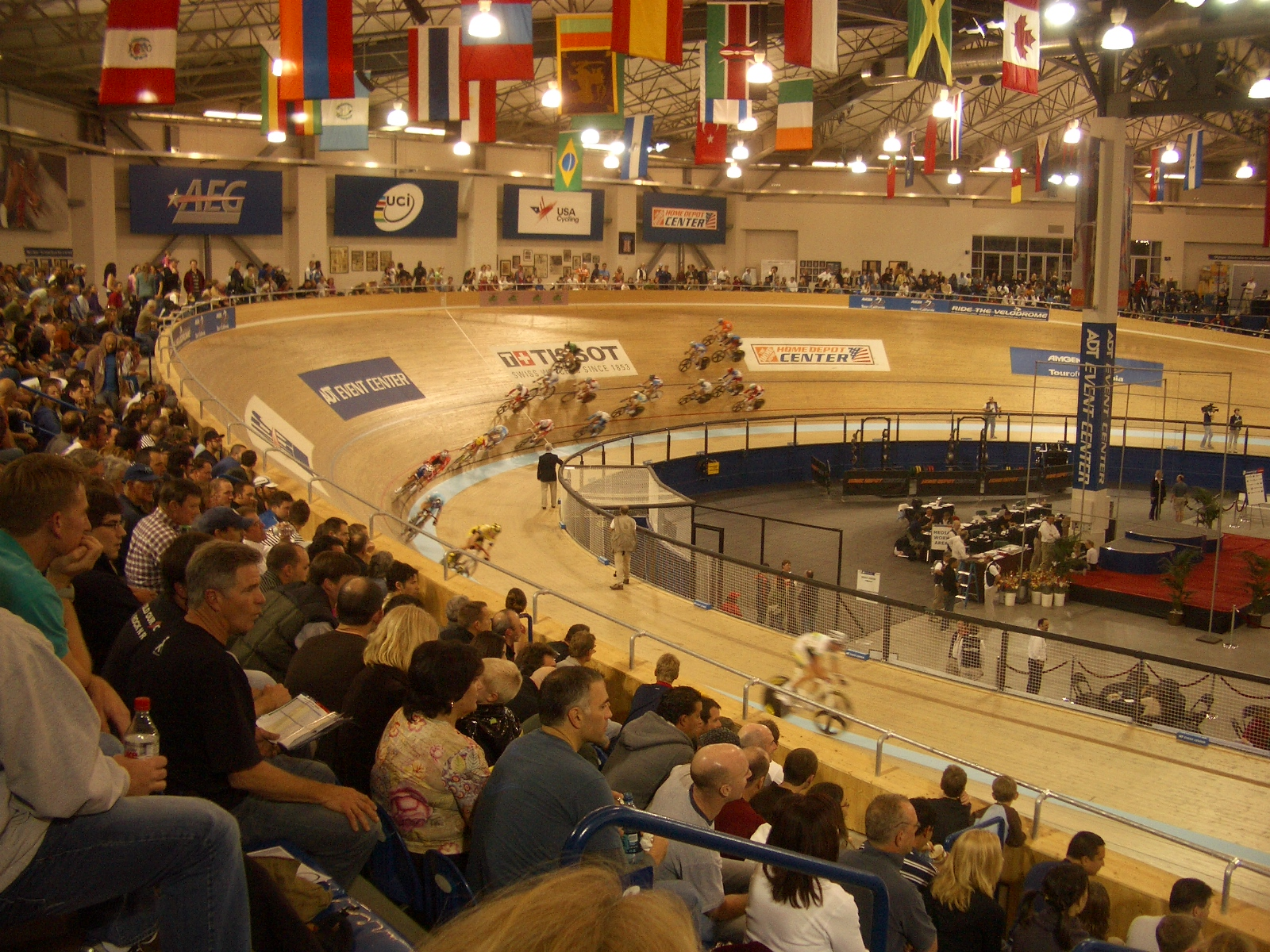
Épreuve de course aux points aux États-Unis

La course aux points est une épreuve de cyclisme sur piste disputée par 20 à 30 coureurs sur une distance maximum de 40 kilomètres pour les hommes et 25 kilomètres pour les femmes. Le classement final s'établit aux points gagnés et accumulés par les coureurs lors des sprints intermédiaires et par tour gagné.

## Présentation
Il s'agit d'une course d'endurance disputée sur une distance de 120 à 160 tours pour les hommes et les femmes, soit environ 40 minutes d'effort. Un sprint se tient tous les dix tours, avec 5, 3, 2 et 1 points attribués aux 4 premiers de chaque sprint. Le vainqueur de la course est celui qui a cumulé le plus de points à la fin de la course. En plus des sprints, les coureurs qui réussissent à prendre un tour au peloton obtiennent 20 points supplémentaires. Il s'agit donc de gagner les points nécessaires pour gagner la course tout en surveillant les adversaires.
Différentes tactiques peuvent être utilisées pour essayer de gagner la course. Certains coureurs choisissent de se reposer dans le peloton principal pour conserver de l'énergie pour les sprints intermédiaires. D'autres coureurs tentent de prendre rapidement un tour d'avance au début de la course et essayent par la suite de défendre leur avantage en empêchant les autres coureurs de prendre à leur tour un tour d'avance.

## Organisation
Suivant le nombre de coureurs engagés, des séries de qualification peuvent être mise en place.
série qui participeront à la finale.
Sur les pistes de 250 mètres ou moins, les sprints intermédiaires se disputent tous les 10 tours. Sur les autres pistes, les sprints intermédiaires se disputent :
- tous les 7 tours sur les pistes de 285,714 m
- tous les 6 tours sur les pistes de 333,33 m
- tous les 5 tours sur les pistes de 400 m.

Cette course est une des épreuves les plus difficiles à suivre, surtout pour les spectateurs moins familiers.

## Règlement
Afin de départager les concurrents on attribue des points :
- aux sprints intermédiaires tous les 2 km (respectivement 5, 3, 2 et 1 points attribués aux 4 premiers),
- au sprint final (le double des points, respectivement 10, 6, 4 et 2[1]),
- un coureur qui gagne un tour sur le peloton principal (en rattrapant le dernier coureur de celui-ci) obtient 20 points[1]
- un coureur qui perd un tour sur le peloton principal perd 20 points

Le classement final se fait au nombre de points accumulés. En cas d'égalité aux points, c'est le dernier sprint qui départage les concurrents.
Par ailleurs, des règles existent pour faciliter le déroulement de la course :
- Les coureurs comptant un ou plusieurs tours de retard sur le peloton peuvent être éliminés par les commissaires
- Si, dans un tour comptant pour le classement, un ou des coureurs rejoignent le peloton principal, ce(s) coureurs(s) bénéficie(nt) du gain d’un tour, donc 20 points. Les points du sprint seront attribués aux coureurs échappés suivants ou à ceux de la tête du peloton.
- Les coureurs lâchés du peloton et rejoints par un ou des coureurs en train de prendre un tour n'ont pas le droit de mener ces derniers, sous peine de mise hors course.

## Compétitions internationales
L'épreuve était inscrite aux Jeux olympiques de 1984 à 2008 pour les hommes et de 1996 à 2008 pour les femmes.
Lors des Jeux olympiques et des championnats du monde, les participants sont sélectionnés en fonction de leur résultat obtenu lors des épreuves de la Coupe du monde tout au long de la saison.
En 2012, la course aux points fait pour la première fois partie de l'épreuve générale de l'omnium masculin aux Jeux olympiques d'été.